# バンコック・レコーダー

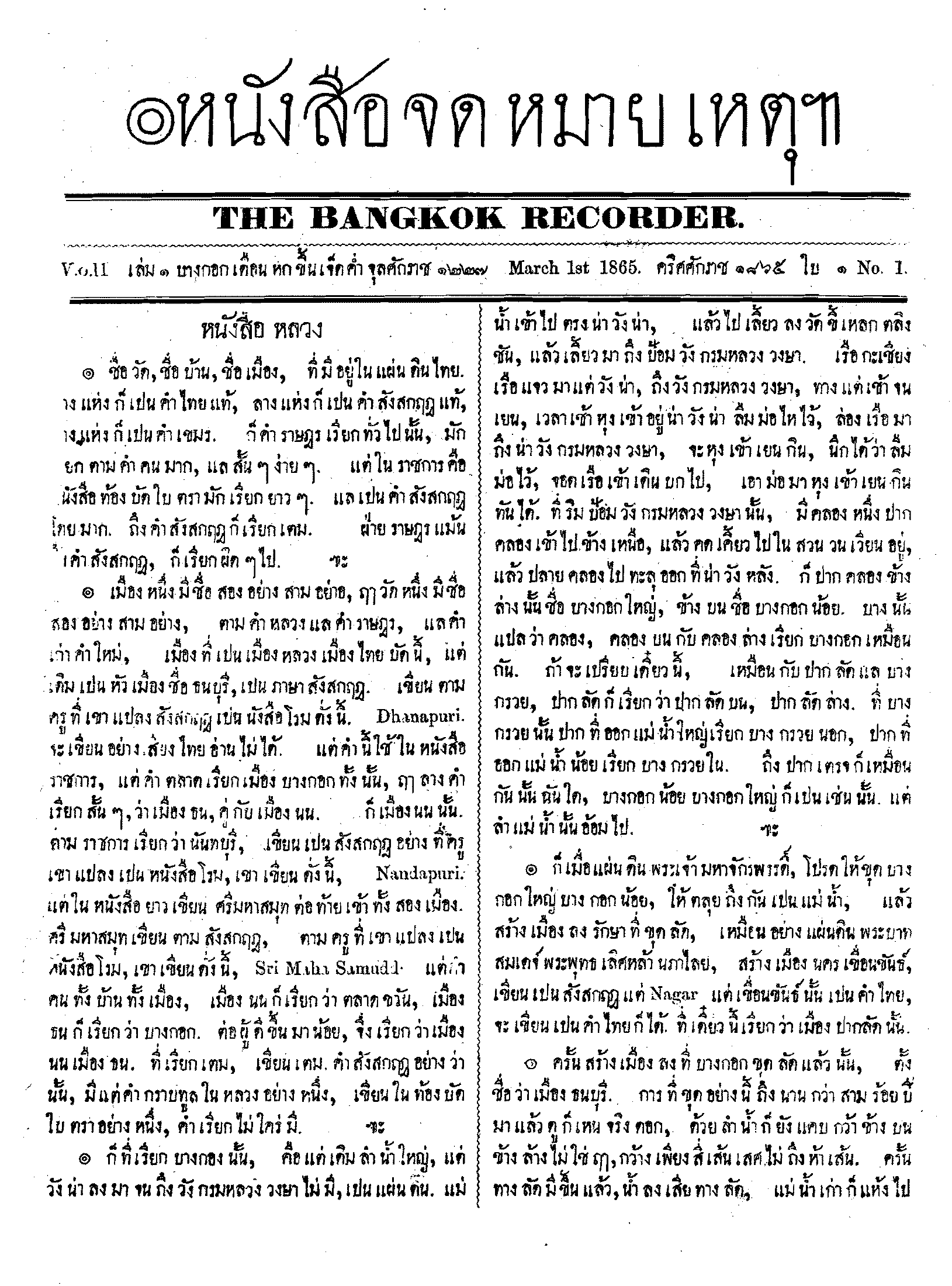
バンコック・レコーダー

「バンコック・レコーダー」（タイ語: บางกอกรีคอร์เดอร์ もしくは、หนังสือจดหมายเหตุ　英語: Bangkok　Recorder） は、タイ王国の廃刊したタイ語新聞。35年間タイ王国に在住したアメリカ人キリスト教宣教師ダン・ビーチ・ブラッドレイ博士 （Dr. Dan Beach Bradley）が1844年にバンコックで創刊し、1844年から1845年、1864年から1867年の間に発行した。当初月刊であったが、後隔週となる。1867年に廃刊。

## 概要
ブラッドレイ博士は英語とタイ語の二言語のバンコック・レコーダーを編集していた。タイ語版は 6"x9"、英語版は12"x18"の紙面で二段組であった。一時はバンコックレコーダーの読者はラーマ3世や様々なタイの貴族を含み広がりを見せた。内容は地域ニュースや海外ニュースに加え、科学や政治についての記事も含まれる。キリスト教徒と仏教の記事に関しては博士の視点に偏向があることが指摘されている。廃刊に至った経緯はブラッドレイ博士は紙面に読者に料金を支払を請求する旨の文章を載せていることから、読者の支払いの不足が廃刊に追い込んだものと見られる。 